# Pitrí (hinduismo)
En el marco del hinduismo, un pitṛí es el espíritu de un ancestro (ya fallecido).
- pitṛ, en el sistema AITS (alfabeto internacional de transliteración sánscrita).
- पितृ, en escritura devánagari.
- pronunciado pitrí.[1]

Se los debe recordar y propiciar anualmente mediante una ceremonia sradá. El deber de todo hinduista varón hacia sus ancestros es tener al menos un hijo varón, para que este pueda seguir realizando ofrendas (pinda) a los antepasados de su familia.
Si las ofrendas no se realizan, los pitṛí sufren e incluso se las arreglan para aplicar castigos a sus descendientes, para obligarlos a tener hijos (como sucedió en la historia del sabio Agastia y la joven Lopamudra, que no habían tenido hijos).

## Origen de la información
La información más completa acerca de los pitṛís se encuentra en el Vaiú puraná y el Brahmanda purana, y ambas son prácticamente idénticas.
En el Jari vamsha hay menos cantidad de datos, pero de la misma naturaleza.
En el Matsia-purana y el Padma-purana hay un recuento similar pero más breve.
De acuerdo a estos datos, hay diferentes tipos de pitṛís y tienen diferentes orígenes, formas, grados y moradas.
Ellos vuelven a nacer cada mil maja-iugas y reviven los mundos.
De ellos se producen todos los Manus y toda su progenie.

## Los pitṛís humanos y divinos
Existen dos tipos de pitṛís:
- los manuṣyāḥ pitaraḥ (‘antepasados humanos’) que son pitṛís familiares (el padre, los dos abuelos varones y los cuatro bisabuelos varones de un varón particular). Viven en planetas celestiales inferiores (en el inframundo). Pero si sus descendientes les ofrecen generación tras generación muchísimas ofrendas pinda pueden alcanzar el mismo nivel que los pitṛís divinos y vivir con ellos en un planeta superior.
- los devāḥ pitaraḥ (‘antepasados divinos’) que son progenitores de la humanidad en general. Ellos moran en planetas celestiales superiores (como Pitríloka). Estos pitṛís serían los dioses más antiguos, y no dejan nunca de existir.

Ambos tipos se deben honrar con el rito llamado śrāddhas, donde se ofrecen oblaciones llamadas piṇḍas.
Los pitṛís habitan en regiones peculiares. De acuerdo con algunos, viven en el bhuvas (región del aire); según otros, la órbita de la Luna.
Se considera que son regentes de los nakṣatras Maghā y Mūla.

### Siete clases de pitṛís divinos
Hay tres clases de devāḥ pitaraḥ (pitṛís divinos) amurtayah (‘sin forma’, incorpóreos):
- Vairash
- Agnishvatta
- Barjishada.

Los restantes cuatro son sa-murtayah (‘con forma’, corpóreos):
- Somapa
- Javishmana
- Ajyapa
- Sukalin (o Manasá)

#### Pitṛí-vaṁśa (genealogía de los pitṛís divinos)
Los siete tipos de pitṛís divinos tienen cada uno una mānasī kaniā (hija nacida de la mente).
- Mena (la esposa del monte Himavant) era hija de los Vairajas.
- Acchoda (el río) era hija de los Agnishvattas.
- Pivari (esposa del sabio Sukadeva Goswami) era hija de los Barhishadas.
- Narmada (el río) era hija de los Somapas.
- Yashodā (esposa de Vishvamahat y madre de Dilipa) era hija de los Havishmanas.
- Viraja (la esposa del rey Nahusha) era hija de los Ajyapas.
- Go o Ekashringa (la esposa del sabio Shukra) era hija de los Manasas.[4]